# Матвєєв Олексій Миколайович
Матвєєв Олексій Миколайович — радянський український художник по гриму.

## Життєпис
Народився 15 квітня 1930 р. у с. Горки Московської обл. (Росія) в селянській родині. Закінчив спецучилище при кіностудії «Мосфільм» (1949) та Український поліграфічний інститут (1968). 
З 1949 р. працював на Київській кіностудії ім. О. П. Довженка.
Був членом Спілки кінематографістів України.
Помер 5 грудня 1995 р. в Києві.

## Фільмографія
Брав участь у створенні стрічок:
- «Тривожна молодість» (1954)
- «Діти сонця»
- «Кривавий світанок» (1956)
- «Мальва» (1956)
- «Проста річ» (1957)
- «Лілея» (1959)
- «Солдатка» (1959)
- «Далеко від Батьківщини»
- «Летючий корабель» (1960)
- «Повія» (1961)
- «Сейм виходить з берегів» (1962)
- «Ми, двоє чоловіків» (1962)
- «Наймичка» (1963)
- «Повість про Пташкіна»
- «Казка про Хлопчиша-Кибальчиша» (1964)
- «Місяць травень»
- «Перевірено — мін немає» (1965)
- «Берег надії» (1967)
- «З нудьги» (1968)
- «Серце Бонівура» (1969, у співавт.)
- «В'язні Бомона» (1970)
- «Захар Беркут» (1971, у співавт.)
- «Жодного дня без пригод» (1972) та ін.